# Tomás Berardo
Tomás Berardo  (também Bérard, Béraud ou Bérault ), (? – 25 de março de 1273) foi o 20º Grão-Mestre da Ordem do Templo, de 1256 a 1273.
Ele escreveu várias cartas ao rei Henrique III da Inglaterra descrevendo uma situação miserável na Terra Santa. Ele iniciou a cooperação com outras duas ordens militares, já que havia muita rivalidade entre elas antes. Isto foi acordado pelos seus Grão-Mestres: Hugo de Revel dos Hospitalários e Anão de Sangershausen dos Cavaleiros Teutônicos.
Em 1266, a grande fortaleza dos Templários de Safed foi sitiada por mamelucos egípcios sob Baibars, o novo sultão do Cairo, após uma tentativa fracassada de conquistar o Castelo do Pelegrino. Parece que a guarnição da fortaleza foi traída por um soldado sírio contratado. Todos os Templários (e Hospitalários) foram decapitados depois que se recusaram a se converter ao islamismo. Outras fortalezas caíram em seguida, entre elas Beaufort, recentemente tomada pelos templários. Além disso, a cidade de Antioquia caiu para Baibars e nunca mais foi reavida pelas forças cristãs. A queda de Antioquia deixou fortalezas templárias nas "Montanhas Nur", "Amano"  ou "Montanhas da Santa Luz", facilmente acessíveis a invasores. A fortificação do "Castelo de Gaston (também conhecido como "Castelo de Baghras"), localizada nos montes Amano, na povoação de Bagras. Uma fortificação imensamente resistente no caminho para a Síria, foi defendida apenas por uma pequena guarnição dos Templários. No entanto, eles decidiram proteger a fortaleza, mas foram traídos por um dos irmãos. Enquanto isso, o Grão-Mestre Tomás Berardo enviou um mensageiro carregando uma ordem para se retirar para a fortaleza de Roche-Guillaume. Em fevereiro de 1271, ele ordenou a rendição de Castelo Branco com permissão para se retirar para o Castelo de Tortosa. Em junho, o Castelo de Monforte (Galileia, norte do atual território de Israel) a última fortificação interior dos cristãos na Terra Santa, foi tomada.
Berardo enviou mensagens ao papa pedindo ajuda, e o papa respondeu conclamando a Oitava Cruzada, que nunca chegou. Após a perda da Fortaleza dos Cavaleiros pelos Hospitalários em 1271, foi acordada uma trégua de dez anos entre os cristãos e os muçulmanos.
De acordo com "A Crônica do Templário de Tiro", Berardo morreu em 25 de março de 1273.